# Мите Хаджимишев
Димитър (Мите) Димитров Хаджимишев Мазнев (изписване до 1945 година: Мите хаджи Мишевъ Мазневъ) е български революционер, деец на Вътрешната македоно-одринска революционна организация и на Вътрешната македонска революционна организация.

## Биография
Мите Хаджимишев е роден на 12 октомври 1873 година в Щип, тогава в Османската империя. Получава основно образование и още в 1893 година се присъединява към ВМОРО, като е един от седемте членове на първия революционен комитет в Щип. Подпомага работата на Мише Развигоров, Тодор Лазаров и Петър Попарсов и активно участва в легалната и нелегалната революционна дейност в града. В 1897 година при избухването на Винишката афера или след неуспешния опит за убийство на предателя Георги Иванов в Щип през юни 1899 година е затворен и инквизиран. След освобождаването му отново поема организирането на Щип и околията заедно с Тодор Лазаров, Христо Попкоцев и Пане Прошев. През април 1900 година отново е арестуван заедно с куриера Петър Гушлев и лежи 10 месеца в затвора Куршумли хан в Скопие. Освободен е в 1901 година и отново поема ръководството на революционната организация в Щип и околията заедно с Васил Пасков. Двамата с Пасков са арестувани при афера с къщата на дееца Рамбов и Хаджимишев е бит и изтезаван в затвора. След излизането му от затвора отново поема ръководна длъжност в революционния комитет в Щип.
След Солунските атентати от пролетта на 1903 година в Щип са арестувани 400 души. Ръководителят Благой Пуздерлиев бяга в Свободна България. Временно ръководно тяло е организирано от Мите Хаджимишев, който заедно с войводата Панайот Байчев прави план 100 души милиция от града и 200 от селата да нападне затвора и да освободи затворниците. След предателство на касиера на комитета Стоян Кощовалията, Хаджимишев е арестуван и планът пропада. Подложен е на мъчения и побоища и за малко не е обесен в Мечкуевци. Спасен е след застъпничеството на австро-унгарския консул Бохумил Пара и втория руски драгоман в Цариград Манделщам, които са на обиколка в Скопска област. Прекарва 9 месеца в затвора, откъдето е освободен през юни 1904 година с общата амнистия. При завръщането си в Щип заварва Мише Развигоров като районен и окръжен войвода и Тодор Лазаров като ръководител на революционния комитет. След заточението на Лазаров в 1905 година Хаджимишев е избран за председател на околийския комитет на ВМОРО в Щип с районен войвода Развигоров и касиер Христо Гюрков. В 1906 година заедно с нелегалния Петко Пенчев, който остава нелегален при Хаджимишев 5-6 месеца, издава в Щип вестник „Революция“.
В 1906 година, вследствие на заплахи с убийство и преследвания от страна на властите, оставането му в Щип става невъзможно и Хаджимишев става нелегален и минава в Свободна България, като се установява в Кюстендил.
При избухването на Балканската война в 1912 година е доброволец в Македоно-одринското опълчение и служи в партизанска чета № 53, начело с Еротей Николов, а по-късно в 1-а рота на 7-а кумановска дружина. По-късно е в четата на Иван Бърльо и в Продоволствения транспорт на МОО. След като Щип попада в Сърбия, цялото му семейство емигрира в Свободна България. В 1915 година получава орден „За гражданска заслуга“.
В 1919 година работи за Комисията по бежанците в Струмица. Същевременно е назначен от Тодор Александров за началник на Струмишкия пограничен пункт на възстановената ВМРО на мястото на Костадин Ципушев, който е арестуван от англичаните и предаден на сръбските власти. Хаджимитев разгръща широка мрежа от четници, която обхваща Прилепско, Велешко, Щипско и Тиквешко. Четниците минават сръбската граница с цел да събират сведения. Сведенията Хаджимитев предава на Тодор Александров и чрез Комисията по бежанците на военните власти в София, тъй като Струмица е обявена за свободен град и в нея няма българска войска. Струмишкият пункт е първият, който подпомага освободените българи заложници от Солун и други места, като ги снабдява с дрехи, пари и открити листове. В Струмица Хаджимишев работи тясно с околийския началник Аргир Манасиев, който също е член на революционната организация. Чрез началника на италианския гарнизон успява да предотврати окупиране на града от четата на сърбоманина Иван Бабунски, разположена в Конче планина.
След окончателното предаване на Струмица на Кралството на сърби, хървати и словенци с Ньойския договор Хаджимишев заминава за София
В 1923 година Хаджимишев е арестуван заедно с други македонски дейци - Владимир Куртев, генерал Жостов, Иван Каранджулов, Кирил Пърличев, от земеделското правителство. Освободени са след Деветоюнския преврат.
На 1 март 1943 година, като жител на Кюстендил, подава молба за българска народна пенсия, която е одобрена и отпусната от Министерския съвет на Царство България.
Умира на 25 януари 1953 година в Кюстендил.